# Харакемада, Хуан де ла
Хуан де ла Харакемада (исп. Juan de la Jaraquemada, ? — апрель 1612) — испанский военный, губернатор Чили.
Хуан де ла Харакемада почти всю жизнь провёл на военной службе. Он воевал во Фландрии под началом герцога Альба, затем — под началом Мартина де Падильи. Когда племянник Падильи Хуан де Мендоса-и-Луна был назначен вице-королём Новой Испании, Харакемада последовал вместе за ним в Новый Свет, и остался с ним, когда тот стал вице-королём Перу. Когда пришла информация о смерти губернатора Чили Алонсо Гарсии де Рамона, Хуан де ла Харакемада был назначен на его место.
4 декабря 1610 года он отплыл из Кальяо вместе с подкреплением из 200 солдат, направленных для участия в войне с мапуче, и прибыл в Сантьяго в начале января 1611 года.
В Чили оказалось, что для войск нет лошадей, так как местные фермеры, измученные постоянными военными реквизициями, с разведения лошадей перешли на разведение мулов. Губернатор, раздосадованный тем, что индейцы снабжены лошадьми лучше, чем испанская армия, в ответ ввёл запрет на разведение мулов в Чили. Зная из докладов губернатора Рамона, что в приграничной с индейцами зоне идёт фактически открытая война, он потратил южную осень (март, апрель и май) на то, чтобы лично объехать пограничную зону, изучая ситуацию на месте в поисках решения для перелома в войне.
Объединившись с войсками маэстро де кампо Альваро Нуньэса де Пинеды, в результате чего общая численность армии выросла до 800 человек, Харакемада в декабре вторгся на территорию мапуче, но поражения индейцам нанести не удалось, и экспедиция выродилась в обычный неэффективный карательный рейд.
В январе 1612 года пришли известия о том, что король решил изменить стратегию действий в Чили, перейдя к полностью оборонительной войне, и для этого назначить губернатором Алонсо де Риберу, жившего в это время в Тукумане. Узнав об этом, Харакемада написал королю, что оборонительная война приведёт к бедствиям, и так полагает не только он, но и все живущие в Чили испанцы, однако решения короля это письмо изменить не могло.